# Colby e i suoi piccoli amici
Colby e i suoi piccoli amici (コアラボーイ コッキイ?, Koara bôi Kokkî) è un anime giapponese prodotto da Tokyo Shinsha Film, Top Kraft, TOHO e Cinar Animation, incentrato su un piccolo koala e sulla sua vita insieme agli altri animali australiani, tutti umanizzati. La serie è simile, per diversi aspetti, a Maple Town - Un nido di simpatia. La gran parte della popolazione è costituita da koala, ma non mancano pinguini, talpe e altri. 

## Sigle
Tema di apertura
- "Koala Boy Kokki", musica di Hiro Nagasawa, interpretata dagli Akasaka Komachi (divenuti poi "Princess Princess")

Tema di chiusura
- "Chizu ni nai michi", musica di Hiro Nagasawa, interpretata dagli Akasaka Komachi

Sigla italiana
- "Kolby e i suoi piccoli amici", testo di Alessandra Valeri Manera, musica e arrangiamento di Carmelo Carucci, interpretata da Cristina D'Avena.

## Episodi
| Nº | Giapponese 「Kanji」 - Rōmaji                                                                                    | In onda          | In onda |
| Nº | Giapponese 「Kanji」 - Rōmaji                                                                                    | Giapponese       |         |
| 1  | 「クジラのコンテナ」 - kujira no kontena「空を飛んだペンギン」 - sora wo ton da pengin                           | 4 ottobre 1984   |         |
| 2  | 「ぼくのママはスーパーママ」 - bokuno mama ha supamama「ユーカリを守れ」 - yukari wo mamore                      | 11 ottobre 1984  |         |
| 3  | 「彼女は月の女神」 - kanojo ha gatsu no megami「パパのおなかをへこませろ」 - papa noonakawohekomasero            | 18 ottobre 1984  |         |
| 4  | 「サーカスでハッスル」 - sakasu de hassuru「特ダネをさがせ」 - toku dane wosagase                                | 25 ottobre 1984  |         |
| 5  | 「飛んだユーカリの木」 - ton da yukari no ki「カモメハシのダクビー」 - kamomehashi no dakubi                     | 1º novembre 1984 |         |
| 6  | 「バニーの看護婦さん」 - bani no kangofu san「空とぶドクター」 - sora tobu dokuta                                | 8 novembre 1984  |         |
| 7  | 「ラーラはママになるの」 - rara ha mama ninaruno「パン切りナイフ山にアタック」 - pan kiri naifu yama ni atakku   | 15 novembre 1984 |         |
| 8  | 「恐竜の卵」 - kyōryū no tamago「走れウインナー号」 - hashire uinna gō                                           | 22 novembre 1984 |         |
| 9  | 「ママのたんじょう日プレゼント」 - mama notanjō nichi purezento「ぬけなくなった花びん」 - nukenakunatta hana bin | 29 novembre 1984 |         |
| 10 | 「夜空のおくりもの」 - yozora nookurimono「蝶々を救おうよ」 - chōchō wo sukuo uyo                                | 6 dicembre 1984  |         |
| 11 | 「コッキィの子守り騒動」 - kokkii no komori sōdō「カメラはつらいよ」 - kamera hatsuraiyo                         | 13 dicembre 1984 |         |
| 12 | 「パパの作った料理」 - papa no tsukutta ryōri「世界一大きな絵」 - sekaiichi ooki na e                            | 20 dicembre 1984 |         |
| 13 | 「カエルにされたウェザー」 - kaeru nisareta ueza「パパのみつけた蝶々」 - papa nomitsuketa chōchō                 | 27 dicembre 1984 |         |
| 14 | 「恋っておなかがすくものなの」 - koitte onakagasukumononano「大空の散歩」 - oozora no sanpo                      | 3 gennaio 1985   |         |
| 15 | 「ダグビーの大発見」 - dagubi no daihakken「メール爺さんの老眼鏡」 - meru jiisan no rōgan kagami                 | 10 gennaio 1985  |         |
| 16 | 「ゆうれい船が現れた」 - yūrei fune ga araware ta「ユーカリ子供新聞」 - yukari kodomo shinbun                    | 17 gennaio 1985  |         |
| 17 | 「ワルサーのブーメラン」 - warusa no bumeran「トランシーバー作戦」 - toranshiba sakusen                          | 24 gennaio 1985  |         |
| 18 | 「それいけオリエンテーリング」 - soreike orienteringu「あきれた白雪姫」 - akireta shirayukihime                  | 31 gennaio 1985  |         |
| 19 | 「ぼくらは名探偵」 - bokuraha meitantei「ぼくはお城の王さまだ」 - bokuhao shiro no ō samada                      | 7 febbraio 1985  |         |
| 20 | 「ごめんねウェザー」 - gomenne ueza「子供発明コンクール」 - kodomo hatsumei konkuru                              | 14 febbraio 1985 |         |
| 21 | 「バニーの大決心」 - bani no dai kesshin「時計台のたんじょうび」 - tokeidai notanjōbi                            | 21 febbraio 1985 |         |
| 22 | 「花の女王はだれだ」 - hana no joō hadareda「とんでいったモンガー」 - tondeitta monga                            | 28 febbraio 1985 |         |
| 23 | 「文明に挑戦するんだ」 - bunmei ni chōsen surunda「ＳＬ機関士コッキィ」 - SL kikanshi kokkii                     | 7 marzo 1985     |         |
| 24 | 「おこずかい値上して」 - okozukai neage shite「犯人はだれだ」 - hannin hadareda                                  | 14 marzo 1985    |         |
| 25 | 「幻の鳥モア」 - maboroshi no tori moa「新しい友だちモア」 - atarashi i tomo dachi moa                           | 21 marzo 1985    |         |
| 26 | 「モンガーの大滑空」 - monga no dai kakkū「まぼろしのＵＦＯ」 - maboroshino UFO                                  | 28 marzo 1985    |         |

## Storia
Nel 1984, la Zoo Tama nella parte occidentale di Tokyo, cominciò ad accogliere i primi koala e il governo dell'Australia inviò sei koala in Giappone, come segno di buona volontà per la riuscita del progetto. Come risultato in Giappone si destò un grande interesse e popolarità per i koala e per tutto quanto avesse a che fare con questi animali. L'anime Colby e i suoi piccoli amici è stato prodotto durante questa "koala-mania", così come l'altrettanto noto Fushigi na koala Blinky della Nippon Animation, entrambi trasmessi da Fuji TV.